# GP2X Wiz
La GP2X Wiz es una videoconsola portátil basada en un sistema operativo open-source (Linux). Capaz de reproducir archivos multimedia.
Creada por GamePark Holdings en Corea del Sur. Es la sucesora de GP2X.

## Descripción General
La primera imagen de la Wiz salió a la luz el junio de 2008. Desde entonces circularon rumores de que GamePark Holdings estaba creando una nueva videoconsola portátil. En julio se confirmó gracias al cese de la producción de su predecesora la GP2X.
El 26 de agosto de 2008 GamePark Holdings anunció que estaba planeando sacar una nueva videoconsola portátil llamada Wiz. Junto con el anuncio se liberó un folleto con sus especificaciones. En el folleto se indicaban juegos que se liberarían cada mes. La Wiz, como la GP2X, no tiene muchos juegos comerciales. Aun así, la Wiz se basa en los juegos caseros o Homebrew y en emuladores, gracias al open-source.
Su salida, prevista inicialmente para octubre de 2008 se ha visto retrasada en varias ocasiones, saliendo definitivamente al mercado a principios de mayo de 2009 en Corea, y a mediados de mayo en el resto del mundo.
Estos retrasos han sido debidos por varias causas: la primera fue el descontento de la comunidad por los controles de la consola. En lugar de incorporar una cruceta en el lado izquierdo y 4 botones en el derecho, nos encontrábamos con dos crucetas. Tras las quejas recibidas y consultarlo con los desarrolladores se acordó cambiar la cruceta de la derecha por cuatro botones separados. Una vez acabado el hardware, los retrasos que se fueron sucediendo se debían a que el menú inicial (basado en Flash) era lento e inestable, por lo que Game Park Holdings decidió rehacerlo desde cero para aligerarlo. Mientras tanto han aprovechado para dar soporte a Flash 8 (en principio solo daba hasta el 7),
También existen accesorios para la Wiz como una funda para las tarjetas SD, un stylus, un filtro protector de pantalla y una funda para la consola.

## Hardware
- Procesador ARM926EJ 533MHz, overclock hasta 800MHz con aceleración 3D.
- 64 MB de memoria RAM y 1GB de memoria flash interna.
- Pantalla táctil OLED de 320×240 y 2.8″.
- Batería de litio de 2000mAh y 5 horas de autonomía.
- Dimensiones 121×61x18mm y 136g de peso con batería.
- SO Linux, con soporte de reproducción de vídeo, audio, imágenes, libro electrónico y flash 8.

## Wifi y App Store
GamePark Holdings comercializó un adaptador Wi-Fi para Wiz, (que se conectaba a la consola por la ranura inferior, la misma que carga la batería, y gracias a un cable acoplado al adaptador) que proporcionaba a los usuaraios de esta consola acceso a internet. 
La consola podía acceder a internet a través de diferentes navegadores y aplicaciones, siendo el más comúnmente usado y el mejor el opera, aunque la estabilidad de la aplicación no era del todo buena, ya que accediendo a determinadas páginas se colgaba o directamente cerraba el navegador, con lo cual, la navegación por internet se hacía francamente complicada.
No llegó a tener un soporte de apoyo oficial en línea o un canal de juegos exclusivos.

## Soporte Multimedia

### Vídeo
- Formatos de Video: DivX, XviD, (MPEG4)
- Formatos de Audio: MP3, OGG, WAV
- formato de Archivo: AVI
- Máxima Resolución: 640*480
- Imágenes por segundo: 30 frame/s
- Máximo Vídeo Bitrate: 2500kbit/s
- Máximo Audio Bitrate: 384kbit/s
- Subtítulos: SMI

### Audio
- Formato de Audio: MP3, Ogg Vorbis, WAV
- Canales: Stereo
- Rango de Frecuencia: 20Hz - 20kHz
- Potencia de salida: 100mW
- Sample Resolution/Rate: 16bit/8–48 kHz, in 8bit/22kHz

### Imagen
- Soporta los formatos JPG, PNG, GIF, BMP

### Reproductor Flash
- La Wiz soportara Flash Player 8 con Action Script 2.0[3]

## Lenguajes de programación
Los lenguajes en los que se puede programar son:
El que ofrece la propia Game Park Holdings: SDL, unas librerías que se le añaden al popular lenguaje C para poder orientarlo más fácilmente a videojuegos. No es el lenguaje más apropiado para principiantes, pero quizá si sea el más potente. Con él se tiene la posibilidad de hacer toda clase de juegos, tanto 2D como 3D, pero se necesita un alto nivel de conocimientos.
El segundo, gracias al soporte que da Game Park Holdings es Flash. Los juegos en Flash depende de la capacidad del programador y de lo bien que sepa ajustarse a las limitaciones del sistema.
Por último, BennuGD. Bastante sencillo para comenzar pero sus resultados pueden ser buenos. El intérprete de Fénix se tiene gracias a Puck2099.
Las ventajas de todos estos lenguajes es que son altamente portables, pudiendo hacer que las aplicaciones funcionen tanto en Wiz como PC u otros sistemas. Que solo haya 3 actualmente no es exclusivo ya que con el tiempo se pueden ir portando lenguajes nuevos.

## Juegos comerciales
La consola va a contar con juegos comerciales hechos por sceners de todo el mundo, y hay tres proyectos a cargo de españoles:

### Lady Killer
Desarrollado por Puck2099, el juego nos muestra una actualización de los clásicos puzles. Es también una nueva versión de su juego para la GP2X original, y en él tomamos el rol de un submarinista que tiene que ir dando la vuelta a las fichas de un tablero, y para ello ha de ir sumergiéndose en el agua.

### Wiztern
Programado por Chemaris, Wiztern es un juego ambientado en el salvaje americano, donde se tendrá que superar varias pruebas para obtener el botín. El juego está pensado para aprovechar el uso de la pantalla táctil y se juega complementándolo con el puntero, hay distintos modos de juego como el modo arcade donde tenemos varias pruebas que debemos superar con un límite de vidas para enfrentarte al jefe final.

### Rythm Mayhem
A cargo de BuD y Joanvr corre este juego, un título musical que recordará bastante a otros como Elite Beat Agents, Dance Dance Revolution
Su estado de desarrollo es inicial, por lo que aún no se puede ofrecer demasiada información al respecto. 

## Myungtendo
En febrero de 2009, el presidente de Corea del Sur Lee Myung-bak declaró que "Corea tiene que desarrollar una videoconsola como la Nintendo DS." Esta declaración fue parodiada como el "Myungtendo MB". Aunque completamente ajena al incidente de Myungtendo, la GP2X Wiz es a menudo apodada como la "Myungtendo", debido a su salida al mercado poco después de la declaración.